# Souain-Perthes-lès-Hurlus
Souain-Perthes-lès-Hurlus és un municipi francès, situat al departament del Marne i a la regió del Gran Est. L'any 2007 tenia 204 habitants.

## Demografia

### Població
El 2007 la població de fet de Souain-Perthes-lès-Hurlus era de 204 persones. Hi havia 76 famílies, de les quals 16 eren unipersonals (12 homes vivint sols i 4 dones vivint soles), 32 parelles sense fills, 24 parelles amb fills i 4 famílies monoparentals amb fills.
La població ha evolucionat segons el següent gràfic:
Habitants censats

### Habitatges
El 2007 hi havia 80 habitatges, 78 eren l'habitatge principal de la família i 2 estaven desocupats. 78 eren cases i 2 eren apartaments. Dels 78 habitatges principals, 62 estaven ocupats pels seus propietaris, 16 estaven llogats i ocupats pels llogaters i 1 estava cedit a títol gratuït; 2 tenien dues cambres, 4 en tenien tres, 23 en tenien quatre i 50 en tenien cinc o més. 56 habitatges disposaven pel capbaix d'una plaça de pàrquing. A 32 habitatges hi havia un automòbil i a 42 n'hi havia dos o més.

### Piràmide de població
La piràmide de població per edats i sexe el 2009 era:
| Homes | Edats   | Dones |
| ----- | ------- | ----- |
| 0     | 95 o +  | 0     |
| 0     | 90 a 94 | 0     |
| 0     | 85 a 89 | 0     |
| 8     | 80 a 84 | 4     |
| 4     | 75 a 79 | 4     |
| 4     | 70 a 74 | 8     |
| 0     | 65 a 69 | 0     |
| 4     | 60 a 64 | 4     |
| 4     | 55 a 59 | 4     |
| 0     | 50 a 54 | 0     |
| 12    | 45 a 49 | 4     |
| 8     | 40 a 44 | 8     |
| 12    | 35 a 39 | 4     |
| 4     | 30 a 34 | 8     |
| 8     | 25 a 29 | 4     |
| 0     | 20 a 24 | 4     |
| 4     | 15 a 19 | 8     |
| 0     | 10 a 14 | 8     |
| 16    | 5 a 9   | 8     |
| 8     | 0 a 4   | 4     |

## Economia
El 2007 la població en edat de treballar era de 127 persones, 94 eren actives i 33 eren inactives. De les 94 persones actives 86 estaven ocupades (52 homes i 34 dones) i 8 estaven aturades (2 homes i 6 dones). De les 33 persones inactives 7 estaven jubilades, 13 estaven estudiant i 13 estaven classificades com a «altres inactius».

### Ingressos
El 2009 a Souain-Perthes-lès-Hurlus hi havia 76 unitats fiscals que integraven 203 persones, la mediana anual d'ingressos fiscals per persona era de 14.705 €.

### Activitats econòmiques
Dels 6 establiments que hi havia el 2007, 4 eren d'empreses de comerç i reparació d'automòbils, 1 d'una empresa d'hostatgeria i restauració i 1 d'una empresa de serveis.
L'únic servei als particulars que hi havia el 2009 era un restaurant.
L'any 2000 a Souain-Perthes-lès-Hurlus hi havia 11 explotacions agrícoles que ocupaven un total de 1.048 hectàrees.

## Poblacions més properes
El següent diagrama mostra les poblacions més properes.